# Висленев Остров
Висленев Остров — деревня в Окуловском муниципальном районе Новгородской области, относится к Боровёнковскому сельскому поселению.
Деревня расположена на северо-востоке района, у административной границы с Любытинским муниципальным районом, в 24 км к северу или в 35 км по автомобильным дорогам от административного центра сельского поселения — посёлка Боровёнка. Расстояние до административного центра муниципального района — города Окуловка — 33 км на юг или 65 км по автомобильным дорогам.
| 2010 |
| ---- |
| 82   |

## История
В Новгородской губернии деревня была приписана к Каёвской волости Крестецкого уезда, а с 30 марта 1918 года Маловишерского уезда. В XIX веке здесь была выстроена церковь Святого Георгия. До 2005 года центр Висленеостровского сельсовета. А также имеется библиотека, которой уже 110 лет (на 2008 год), библиотекарь - Татьяна Васильевна[значимость факта?]. На 2025 год точные сведения о работе библиотеки отсутствуют[значимость факта?].

## Транспорт
Висленев Остров расположен на пересечении автомобильных дорог в Любытино из Торбино и Окуловки (через Боровёнку, Хорино и Каёво). Ближайшие железнодорожная станции расположены в Торбино,Окуловке и Боровёнке.